# Tura megállóhely
Tura megállóhely a MÁV vasúti megállóhelye (a 2018–2020 közötti átépítést megelőzően vasútállomása) a Pest vármegyei Tura városában. A belterület északi peremén helyezkedik el, a központtól jó másfél kilométer távolságra, a Galga túlpartján.
Közúti megközelítését a 3105-ös mellékútból kiágazó 31 313-as számú, állomáshoz vezető út (települési nevén Szent István út) biztosítja.

## Vasútvonalak
Az állomást (megállóhelyet) az alábbi vasútvonalak érintik:
- Budapest–Sátoraljaújhely-vasútvonal

## Története
Eredetileg ötvágányos állomás volt, amely Aszód vasútállomás és Hatvan A elágazás között helyezkedik el. A vasútvonal Rákos-Hatvan közötti 2018–2020-as felújítása során a kitérővágányok elbontásával megállóhellyé minősítették vissza.

## Kapcsolódó állomások
A vasútállomáshoz (megállóhelyhez) az alábbi állomások vannak a legközelebb:
- Galgahévíz megállóhely (Budapest–Sátoraljaújhely-vasútvonal)
- Hatvan vasútállomás (Budapest–Sátoraljaújhely-vasútvonal)

## Megközelítés tömegközlekedéssel
- Busz:  400, 402, 404, 405, 408, 445

## Forgalom
| Járat            | Útvonal | Gyakoriság                  |
| ---------------- | --- | --------------------------- |
| S80              | Budapest-Keleti – Kőbánya felső – Rákos – Akadémiaújtelep – Rákosliget – Rákoscsaba-Újtelep – Rákoscsaba – Pécel – Isaszeg – Gödöllő-Állami telepek – Gödöllő (– Máriabesnyő – Bag – Aszód – Hévízgyörk – Galgahévíz – Tura – Hatvan – napi 1 tovább Füzesabony felé)                            | Napi 10 pár                 |
| S80              | Hatvan → Tura → Galgahévíz → Hévízgyörk → Aszód → Bag → Máriabesnyő → Gödöllő | Munkanapokon 3 Gödöllő felé |
| S780             | Hatvan – Tura – Galgahévíz – Hévízgyörk – Aszód – Iklad-Domony – Iklad-Domony felső – Galgamácsa – Galgagyörk – Püspökhatvan – Acsa-Erdőkürt – Galgaguta – Nógrádkövesd – Becske alsó – Magyarnándor – Mohora – Szügy – Balassagyarmat                                                           | Munkanapokon napi 2 pár     |
| Agria InterRégió | Budapest-Keleti – Gödöllő – Máriabesnyő – Bag – Aszód – Tura – Hatvan – Vámosgyörk – (Adács – Karácsond – Ludas – Nagyút –) Kál-Kápolna – Füzesabony – Maklár – (Andornaktálya →) Eger | Óránként                    |
| Mátra InterRégió | Budapest-Keleti – Gödöllő – Máriabesnyő – Bag – Aszód – Tura – Hatvan – Vámosgyörk – Gyöngyöshalász – Kitérőgyár – Gyöngyös | Óránként                    |
| személyvonat     | Budapest-Keleti – (Pécel → Isaszeg →) Gödöllő (← Máriabesnyő ← Bag) – Aszód – Tura – Hatvan – Vámosgyörk – Adács (← Karácsond ← Ludas) – Nagyút – Kál-Kápolna – Füzesabony – Szihalom – Mezőkövesd – Mezőkövesd felső – Mezőkeresztes-Mezőnyárád – Csincse – Emőd – Nyékládháza – Miskolc-Tiszai | Napi 1 pár                  |
| személyvonat     | Gyöngyös → Gyöngyöshalász → Vámosgyörk → Hatvan → Tura → Aszód → Bag → Máriabesnyő → Gödöllő → Isaszeg → Pécel → Rákoscsaba → Rákoscsaba-Újtelep → Rákosliget → Akadémiaújtelep → Rákos → Kőbánya felső → Budapest-Keleti                                                                        | Napi 1 Budapest felé        |